# Euro Truck Simulator 2
Euro Truck Simulator 2 (скраћеница ETS2) игра је коју је издала компанија SCS Software. На тржишту се појавила 19. октобра 2012. Игра се показала као врло добра и популарна широм Европе, али и у Србији. Мапа има више путева него у претходној верзији игре, али не и све земље. Овде се виде осетне измене. Сви камиони у игри поседују лиценцу.
Игра је продата у преко 4,5 милиона примерака преко Стим-а до новембра 2017. године, према извору веб-сајта Steam Spy.
Игра је званично преведена на српски језик.

## Играње
Euro Truck Simulator 2 је игрица симулација вожње. Играчи на почетку бирају средиште своје фирме у било којем граду са мапе. У почетку играч може само да превози робу у виду Брзи послови (енгл. Quick jobs) — ови послови укључују ангажман у изнајмљивању возача, компанија која их ангажује за испоруку робе обезбеђује их са осигураним камионом и свим трошковима (гориво, путарине, трајектне прелазе). Пошто играч зарађује новац или узима банкарске кредите, може на крају себи да приушти куповину камиона, гаражу и почети са зарадом новца тако што ће испоручити терет користећи сопствени камион уместо да буде само возач за изнајмљивање. Новац који је зарађен у игри може се потрошити на надоградњу или куповину нових камиона, запошљавање НПЦ (енгл. NPC) (карактер који контролише рачунар) возача за преузимање испоруке, куповину више гаража и проширење гараже за више места камиона и возача. Вештине возача које је ангажовао играч такође расте са искуством током игре тако да играч може створити огромну флоту камиона и возача који шире пословање широм Европе.
Играч добија искуствене поене након сваке испоруке робе. Вештински поен се додјељује након сваког унапређеног нивоа. Вештински поени могу се користити за откључавање испорука које захтијевају различите класе АДР-а, дужине испоруке, специјална теретна оптерећења, крхке теретне оптерећења, испоруке које су хитне и еко-вожња. Овај напредак омогућава играчу да преузме боље плаћене послове.
Игра садржи 77 градова у тринаест различитих земаља, преко двадесет различитих врста терета и преко 15 фиктивних европских компанија.
Игра такође садржи функцију Радио, која играчима омогућава репродукцију MP3 и OGG датотека. Такође омогућава играчу да слуша Интернет радио.
Верзија 2 укључује две нове камионске компаније Сканија и Рено, а МАН се враћа из првобитне игре. ДАФ, Ивеко, Мерцедес-Бенц и Волво камиони нису званично лиценцирани, а њихова имена су промењена у ДАВ, Иведо, Мајестик и Валиант. Касније ажурирање игре укључују званични бренд за ДАФ XF, Волво ФХ, Ивеко стрејлис и Мерцедес-Бенз актрос.

## Актуелни камиони у игри
- ДАФ XF
- Ивеко стрејлис
- МАН ТГ
- Мерцедес-Бенз актрос
- Рено магнум
- Рено премиум
- Рено Т
- Сканија Р и С
- Волво ФХ

## Развој
Ширење изван платформе Microsoft Windows, СЦС Софтвер (енгл. SCS Software) је у марту 2013. објавио да развија верзију игре за платформу MacOS X. Месец дана касније они су пуштали бета верзију игре за јавност преко Стим платформе. 27. фебруара су изјавили да „MacOS X порт за ETS2 траје дуже него што би било ко волео, али вјерујте нам, и даље радимо на томе.” Коначно, 19. децембра 2014, на свом блогу су објавили да MacOS X верзија игре је спремна за јавну бета доступну на Стим-у. Дана 21. јануара 2015. пуштена је 64-битна верзија Euro Truck Simulator 2, која омогућава да користи више меморије од стране игре.
У јулу 2013. је изашло велико ажурирање, одређивање разних графичких проблема, побољшање кабине и укључивање могућности да искључе ограничење брзине камиона из опција за игру.
У октобру 2013, СЦС Софтвер (енгл. SCS Software) је најавио подршку за Окулус Рифт (енгл. Oculus Rift) (виртуална стварност) које су постале доступне у верзији бета 1.9 објављене у марту 2014.
У мају 2014, ETS 2 је ажуриран из бета са патч-ом 1.10. У јулу 2014. ETS 2 је објавио отворену бета верзију 1.11 на Стим-у. Пуни патч садржи 3 нова града у Аустрији и Италији, заједно са побољшаним распоредом и УИ-ом, начином прилагођавања седишта у кабини, као и карактеристику која вам омогућава продају/трговину гаражама. У јануару 2015. ETS 2 је ажуриран са подршком за 64-битни и званично објављен за MacOS X. Дана 8. септембра 2015, СЦС Блог најавио завршетак 5 година свог блог-а, као и предстојећу функцију у верзији 1.21 (садржај за преузимање Кабина (енгл. Cabin Accessories DLC)).

## Додатни садржај

### Идемо на исток
У јануару 2013. године СЦС Софтвер (енгл. SCS Software) је објавио свој први садржај за преузимање - Идемо на исток! (енгл. Going East!), проширујући мапу игре у источну Европу. Садржај је увео тринаест нових градова широм Пољске, Словачке, Чешке и Мађарске и пуштена је у септембру 2013. У јулу 2015. године (верзија 1.19) Мађарска је добила још два града: Печуј и Сегедин, заједно са неким путевима у Аустрији и Мађарској.

### Фарбање
Фарба за камионе на тему Ноћ вештица, објављен је искључиво на Стим продавници 24. октобра 2013. Дана 10. децембра 2013, пуштен је сет фарби на тему зиме под називом Ледено хладно (енгл. Ice Cold). Ове фарбе се могу применити на било који камион у игри. 4. априла 2014, СЦС Софтвер (енгл. SCS Software) је објавио још шест фарби у пакету под називом Сила Природе (енгл. Force of Nature) и све додатне фарбе су и даље доступне само на Стим-у. Идемо на исток! (енгл. Going East!) је доступан и на Стим-у и ван Стим-а. Најзад, у ажурирању 1.10 / 1,11%је 5 нове шеме фарбања са заставом Велике Британије, Ирске, Шкотске, Америчке и Канадске. Дана 3. октобра 2014, СЦС Софтвер (енгл. SCS Software) је објавио неколико фарби на основу Немачке заставе, пре 24-годишњице спајања Немачке. Током децембра 2014. и јануара 2015. године, само на сајту Свет Камиона (енгл. World of Trucks), постојала је ексклузивна фарба коју многи играчи данас имају и назива се Гавран бојни пакет (енгл. Ravens Paint Pack). Укључивао је само две боје стила Raven (1 плаво, 1 злато) и било је само откључано ако сте испоручили Божићне приколице приближне удаљеност од Прага, Чешке до Северног пола где је укупна дужина 4.443 km. Гавран бојни пакет (енгл. Ravens Paint Pack) првобитно није био доступан за куповину, међутим, 6. марта 2017. SCS Software га је објавио као плаћени садржај за преузимање, са још додацима, преко Стим-а за 1.99€.

### Товар велике снаге пакет
Товар велике снаге пакет (енгл. High Power Cargo Pack) проширује теретни опсег у игри додавањем прилагођених терета. Ови нови терети су обично велики, дугачки и тешки и још имају хеликоптери, различите тракторе и бушилице, клима уређаје и чак јахту. Додатни бонус је укључен у пакет као што је фарба за специјално тежак посао. За разлику од Идемо на исток! (енгл. Going East!)(географски) и Фарбање (енгл. Paint Jobs)(естетски), ово је тренутно једини додатни садржај који заправо мења искуство у игри.

### Schwarzmüller приколични пакет
На 16. септембра 2016. године СЦС Софтвер (енгл. SCS Software) је објавио први званично лиценцирани пакет приколица за игру. Schwarzmüller приколични пакет (енгл. Schwarzmüller Trailer Pack) је додао пет нових и оригинално моделованих полу-приколица од аустријског полуаутоматског кондуктера Schwarzmüller у игру.

### Скандинавија
СЦС Софтвер (енгл. SCS Software) је 7. маја 2015. објавио други садржај за преузимање сличан Идемо на исток! (енгл. Going East!), који се зове Скандинавија (енгл. Scandinavia). У њему се налази екстензија мапе која обухватају Скандинавске земље, а то су Данска, Норвешка и Шведска. Додатни садржај такође садржи још 2 нова типа приколица: приколица за стоку и приколица за транспорт камиона. Ово се може узети само у фабрикама Волво камиони и Сканија у Шведској, које су реконструисане у игри.

### Додатна опрема кабине
Додатна опрема кабине (енгл. Cabin Accessories) додаје различите предмете како би прилагодили кабину вашег камиона, као што су заставе, заставице, bobbleheads, преносни навигатор и чак плишане коцке који ће реаговати на кретње кабине. Објављен је 30. септембра 2015.

### Интеграција Стим продавнице
У 1.23 бета, СЦС Софтвер (енгл. SCS Software) интегрирао је Валв-ин Стим радионицу у игру, допушта ауторима модификација да поставе своје креације на Euro Truck Simulator 2 Стим радионица страници. Ово омогућава играчима да се претплате на модификацију и Стим ће их преузети и инсталирати у игру. Ове модификације варирају од приколица и компанија до нових камиона и звучних пакета. Аутори модификација користе алат под називом SCS Workshop Uploader како би своје модификације објавили на страници радионице (енгл. Workshop Page).

### Живела Француска!
У 2016. години, СЦС Софтвер (енгл. SCS Software) званично је објавио нови садржај за преузимање под називом Живела Француска ! (франц. Vive la France !). Додаје 15 нових градова из Француске, 20.000 км нових путева, познатих оријентира, повећане вегетације, нових терета за превоз, нових индустрија и нових компанија. Објављен је 5. децембра 2016.

### Тешки товар пакет
СЦС Софтвер (енгл. SCS Software) је 12. маја 2017. објавио садржај за преузимање Тешки товар пакет (енгл. Heavy Cargo Pack) који је додао осам нових типова терета. Сваки терет је велик и тежак, а превози се на специјалној приколици са управљачким задњим осовинама.

### Италија
Дана 11. августа 2017. СЦС Софтвер (енгл. SCS Software) је најавио садржај за преузимање Италија (енгл. Italia), који је објављен 5. децембра 2017. Проширила је игру у континенталну Италију и Сицилију, а градови северне Италије у основној игри добили су надоградњу.

### Специјални транспорт
Специјални транспорт (енгл. Special Transport) је објављен 13. децембра 2017. године, који се састоји од још тежих терета који превазилазе редовне теретне прописе, уз пратњу возила која ће помоћи играчу да испоручи терет на кратким раздаљинама. За разлику од редовних и тешких терета, играч не може да стане у одмаралиштима, бензинским станицама или одступа од возила за пратњу.

### Иза Балтичког мора
Садржај за преузимање Иза Балтичког мора (енгл. Beyond the Baltic Sea) је најавио СЦС Софтвер (енгл. SCS Software) 2. марта 2018. године, који се састоји из земаља Балтике укључујући делове Финске и Русије. За разлику од осталих европских континената, пакет ће укључивати граничне пунктове у Русији.

## Пријем
Игра је углавном добро прихваћена од критичара, са резултатом од 79/100 на Метакритик, што указује на "генерално повољне критике".
У прегледу за Destructoid, Џим Стерлинг (енгл. Jim Sterling) је похвалио приступачност игре, наглашавајући колико је лако коришћење ГПС-а и мапе, као и могућност преноса европског интернет радио-а и мноштва доступних контролних опција. Такође је похвалио графику, наводећи да "обележавајући облик семафора у атмосфери позадина, постоји осећај индивидуалности на свакој новој територији коју откривате, а сами камиони се обнављају са сложеним нивоом детаља ", иако је критиковао вештачку интелигенцију у игри (енгл. AI) других возила на путу. У сличној повољној оцени, Тим Стон (енгл. Tim Stone) из ПЦ Гемер је назвао га "неочекивано преплављеним", хвалећи величину карте и варијације путева и доступних сценографија. Он је имао другачије мишљење о тачности околине, коментаришући "нико није рекао да је СЦС-у из руралних занатлија рекао да се у руралној Британији налазе дугачке зелене ствари које се зову живе ограде. Градови су често приказани са најмањим визуелним детаљима - неколико магацина, оријентир ако имаш среће."

### Награде
ПЦ Гемер је наградио игру "Симулацију године 2012" (енгл. Sim of the Year 2012) у својим наградама за крај године. Rock, Paper, Shotgun су ставили Euro Truck Simulator 2 на деветом месту у листи "25. Најбољих Симулација Икад Направљене" (енгл. The 25 Best Simulation Games Ever Made).
Корисници платформе Стим-а су гласали за Euro Truck Simulator 2 на додели Стим награде 2016, да би освојио награду "Мислио сам да је ова игра била кул пре него што је освојила награду" (енгл. I Thought This Game Was Cool Before It Won An Award) и "Седи и опусти се" (енгл. Sit Back and Relax).